# 申克分析
申克分析是依據海因里希·申克的一系列理论，所形成的调性音乐分析法。申克分析的目的是阐释调性作品深层的结构，以便用这种结构解读谱面。该理论的基本宗旨，可认为是要找到一种定义调性的方法。申克分析可以展示一段音乐在音高上的层级关系，并从这种层级关系中得出其时间结构。这种分析使用申克开发的一套符号形式的记谱，来演示各种修饰手法。申克的调性理论中，一个关键概念是“调性空间”。 主三和弦的各音之间的音程，形成了一个可被经过音和辅助音填充的调性空间，这个空间经进一步修饰之后，形成了作品的表层（谱面）。
申克本人经常以生成的角度表达他的理论，从基本结构（Ursatz）开始入手；而申克分析的实践中往往是从谱面开始简化，使其简化成基本结构。基本结构的图示是无节奏的，这和严格对位法的定旋律类似。即使在中度的简化里，记谱的节奏（空心、实心符头、符干、符尾）也不代表实际节奏，而代表音高事件的层级关系。
申克分析是共主观的（即主观的、任意的，而非客观的、机械的）。这种分析反映了分析者的音乐感知和直觉，它依据的是申克及后来的理论家建立的特定原则。

## 基础

### 目的
申克相信共性实践时期作品（尤指J·S·巴赫、C·P·E·巴赫、海顿、莫扎特、贝多芬、舒伯特、肖邦和勃拉姆斯）的杰出卓越，这使他开始探索理解大师们对位法传统规则的关键。申克的目标是说明自由作曲（freier Satz）其实是严格作曲（strenger Satz）（即分类对位法，尤其是二声部对位法）的修饰，即延长。他的办法是，提出一套称为延长层次、声部进行的层次（Stimmführungsschichten），或转化（Verwandlungen）的修饰层级理论，即，每一层的存在都是在严格作曲的基础上进行的一度自由发挥。
既然修饰的第一原则便是用经过音填满调性空间，那么，申克分析的本质目标之一，就是来揭示填充某一层级上的三和弦的几个音之间本来的线性联系——而在次级层次上，这些音符可能被嵌入的其他三和弦分隔开几小节乃至几页的距离。因此分析者应具备一种“结构听觉”（Fernhören）的能力。

### 和声
主三和弦是整个作品赖以成立的基础，它以泛音列为原型。然而：
纯粹地复刻某种自然现象，不可能是人类追求的目标。所以……泛音列……就变形为一个横向的分解和弦，以纳入人声的音域中。这样，出于艺术的目的，泛音列就被浓缩、被截断。
申克将（大）三和弦与泛音列联系起来，这只不过是20世纪初共识的口惠。他断言，小三和弦无此联系：
想从自然（即泛音列）中衍生小调的基础（即小三和弦）的任何尝试都必然是徒劳的。若认为小调不来自自然界中，而是来源于审美趣味，就容易解释得多了。
申克的和声学的基本元素是音级（简称“级”，德文原术语Stufe，英译scale degree或scale-step），即具有结构意义的某个和弦。从一个和弦的外音经过音和琶音的组合中，可以生出另一个和弦：最初只是装饰音，只是声部连接的现象，但进一步修饰发展之后，就具有了结构意义，更恰当地说，也就成为了音级。申克发现，辨认音级“没有一成不变的方法”，但从他举的例子中可以推定，如果一个三和弦能解释为声部进行的经过音或辅助音，便不能被认定是音级。
申克分析采用罗马数字来表示音级：这是19、20世纪维也纳通行的、由Georg Joseph Vogler及其学生Gottfried Weber的著作中提出的理论。申克在维也纳的音乐学院Simon Sechter及其门徒布鲁克纳的课堂上学到。
申克的理论是单一调性的：作为主三和弦自然音展开的“基本结构”，其定义决定了它不可能出现转调。当一个音级被修饰到成为临时主和声的程度是，就产生“离调”，但整个作品仍是单一调性的，最终只能是一个音级（主音级）。

### 对位、声部连接
申克的严格作曲模型仍是二声部对位；而自由作曲是对严格对位法的的自由运用。申克分析的一个目的就是，透过表层的自由发挥，来跟踪作品在最深层次是如何遵守这些严格规则的。
申克的理论在多年的发展中，在二声部严格写作的问题上贯穿的一点就是“流畅旋律”（fliessender Gesang）的规则。申克将此规则归功于凯鲁比尼，是他提出了“严格对位法中，流畅的旋律永远是好的”；而旋律的流畅（即对级进的偏爱）即使在自由作曲中，也是声部连接的一个主要规则。这样的旋律中不会出现连续的跳进，营造一种“波浪形的旋律线条，而整体而言，在起伏的曲线中又使各独立部分达到平衡的一个生动的实体”。 这个概念催生了线条进行（Zug）的概念，具体来说就是基本线条（Urlinie）的概念。 

### 基本结构

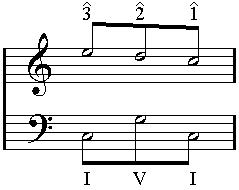
最简的基本结构：由分解低音支持的一个 线条。
（帮助·信息）
.

基本结构（Ursatz，英译通常为“fundamental structure”）是申克为作品赖以发端的底层最简结构所拟的术语。在该理论最典范的含义中，基本结构由一个分解低音（Bassbrechung）支持的基本线条（Urlinie）构成。因此，基本结构其实是一个二声部对位，遵守严格对位法的规则。以调性空间理论来看，基本线条可以从三和弦的任意一音开始，下行到主音为止；分解低音是空五度，从I级上行到V，再下行回I。基本线条在旋律的维度上展开调性空间，而分解低音从和声维度表现。
基本结构理论是申克理论中最饱受批评的部分——把所有调性音乐都简化为差不多千篇一律的背景结构，这是让人难以接受的。然而这是一个误解：申克分析并非要说明所有作品都能简化为同样的背景，而是要阐释每部作品是如何独一无二地展开背景，而实现其本体和“含义”的。这也是申克的座右铭：“Semper idem, sed non eodem modo.”（永远相同，但以不同的方式相同。）

#### 基本线条
在申克理论发展的早期，基本线条的概念就出现了。印刷材料中首次提到是在1920年贝多芬奏鸣曲Op. 101的版本中；但此概念与“流畅旋律”联系起来，明显是在其十年之前。申克最初将基本线条构想成一种流畅的动机线条，在各种掩盖下贯穿整个作品，使其统一。后来他猜想一部作品从头到尾应该只有一个统一的基本线条。他意识到这些线条一般是下行的，所以最终将基本线条定义为只能下行。并不是他不承认上行线条，而是他认为在结构上不重要。“基本线条从、或开始，经过下行导音进行到。”基本线条的起始音称为“首音”（Kopfton）。首音可以用上方辅助音装饰，但不能在下方装饰。很多情况下首音要通过上行线条（Anstieg，“初始爬升”）或上行琶音来达到，这在严格意义上不属于基本结构的一部分。

#### 分解低音及五度分割点
五度的分解是对泛音列的一种模拟，因为[原文]“人类的能力只能感受相继发出的几个声音。”琶音中的五度音与基本线条中的同时发声，这乍一看只是形成了一个填充调性空间的“五度处的分割”。然而它作为一个协和的音响，可以进一步定义出一个高层级的调性空间，即属和弦，以便作品进一步展开。五度分割和属和弦的区别，似乎只是在于所在的层次不同：五度分割的概念是初始调性空间的一个修饰，而属和弦的概念则是在已有的调性空间中创造出的新调性空间。但现代申克理论家在这一点上有分歧。

## 申克图式的记谱法
图式在申克分析中扮演重要角色。“用记谱方法来表现各种因素的关系，是申克理论所独有的”。申克图式是一种“层级的”记谱，音符的大小、时值和其他特征，只代表音高的结构意义。申克本人在其《图式分析五则》的前言中称“图形表示法很发达，文字说明已不再需要了”。申克图式更代表了符号系统从音乐本身到图形表示的转化，类似于从音乐到（分析）文字的转化，不过这种变化已经体现在了谱面上，而申克也正确地注意到了记谱和分析之间的类比。图形分析中，有一个方面没有得到足够强调，那就是对时间的舍弃，而将作品一目了然地表示——至少，以“扁平的”读谱替代了“线性的”读谱。

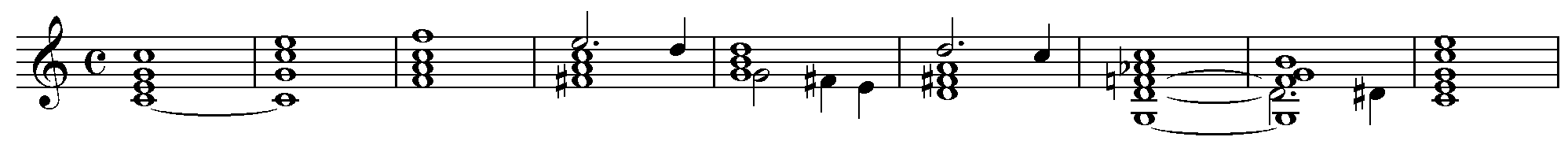
肖邦练习曲Op. 10第一首开头几小节的节奏缩谱。来自车尔尼1848年《实用作曲学派》中对其“底层和声”分析的简化。 （帮助·信息）
或 （帮助·信息）

分析的第一个步骤一般是对作品进行“节奏性”缩谱，将节奏和声部连接“标准化”。这种缩谱有悠久的传统，它不仅存在于对位法论著和理论著作中，也存在于某些巴罗克时期作品的简化记谱中，例如亨德尔A大调组曲的序曲HWV426、以及巴赫《平均律键盘曲集》第一册的C大调前奏曲的早期版本。节奏缩谱的一个直接优势在于，它使声部连接变得清晰：在车尔尼的这个例子中，将肖邦的琶音转换成四部（或五部）和声。Edward Aldell和Carl Schachter写道，改写的第一步应该是“尽可能做到音对音”。Allen Cadwallader和David Gagné提出了一种他们称为“假想数字低音”的节奏缩谱，强调了节奏缩谱和一个带数字低音的旋律之间的联系。它基本上是为作品想象出了一个数字低音，并为之配上相应的和弦。
申克本人在着手分析时，通常先作出一个他称为“Urlinietafel”的节奏缩谱。从1925年往后，它在节奏缩谱上进一步完善其他表示，分别对应通往基本结构的各阶段。最初，他主要依靠符头的大小来指代层级关系，但后来发现对印刷技术的要求太高，便抛弃了这一体系。Allen Cadwallader和David Gagné描述申克的图形记谱体系称：“它很灵活，方便每个人表述细微的（有时甚至是不同的）解读方法。”他们提到了表示最高层级的空心符头，较低等级的实心符头，连接分解和弦或辅助、经过音的连线，重复音或持续音的虚连线，联结错位音符的斜线，以及连接统一和弦中连续两个音（展开）的反转符桿等。

## 延长的手段

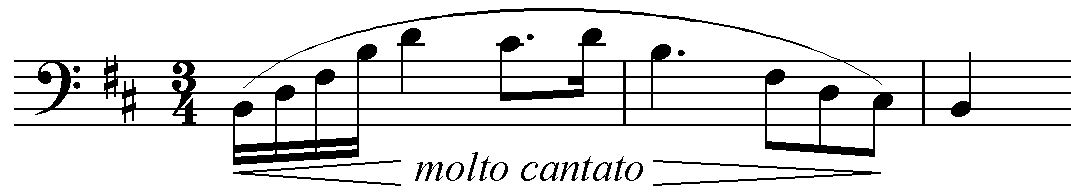
（帮助·信息） 或 （帮助·信息）

申克分析的主要内容，是说明背景结构如何扩展形成作品表层的一连串音乐事件。申克用术语Auskomponierung（意即：作出）表述这个过程，但更常用的译名是”elaboration“（展开、修饰、润色）。现代申克理论家更倾向用”延长“（prolongation）这一术语，强调在时间轴上对事件的修饰展开。
申克写道：
在艺术的实践中的主要问题，是如何在实际内容中实现和声的概念。于是可以看到，在肖邦的前奏曲Op. 28第6首中，这一动机

是负责实现B、D、升F这一三和弦的抽象概念的。
此处对三和弦的展开主要是以琶音的形式，它将具体意义、”实际内容“，赋予了三和弦。修饰是以减时的形式进行的，将待修饰的事件完整时值打碎成为多个短时值事件。这样做改变了音符的音高和节奏位置；而分析的目的某种程度上就是恢复这些音符本来的位置，并解释其错位的原理和原因。

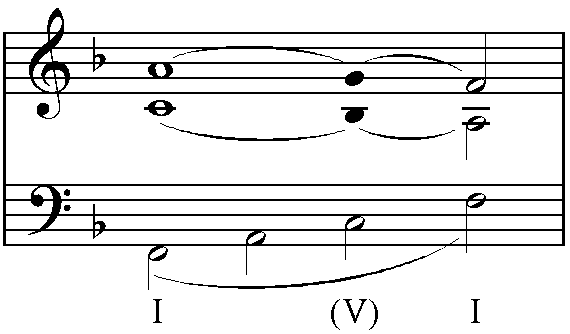
F大三和弦的修饰 （帮助·信息）

申克分析的一个特点是，它不将作品看待成一连串相继发生的事件，而是从高层次事件中生成出来的新事件，正如从树干上生长出来的枝叶——从这个意义上，申克理论须理解为一个有机的整体。此处的例子最初也许会被认为只是一个F大三和弦在三个声部上的展开，上方两声部带有一些经过音（无符杆实心音符），这是F大调调性空间的一个例子。标为(V)的和弦最初只是“五度分割”，但低音分解和弦中的五音（C）与上方经过音碰撞之后，便在主和弦I中生成了一个属和弦V。海顿F大调奏鸣曲Hob. XVI:29的开头正是这种情况，第三小节最末出现了（不完整的）属和弦，而剩余的分裂则由F大三和弦的琶音（带有经过音）构成。

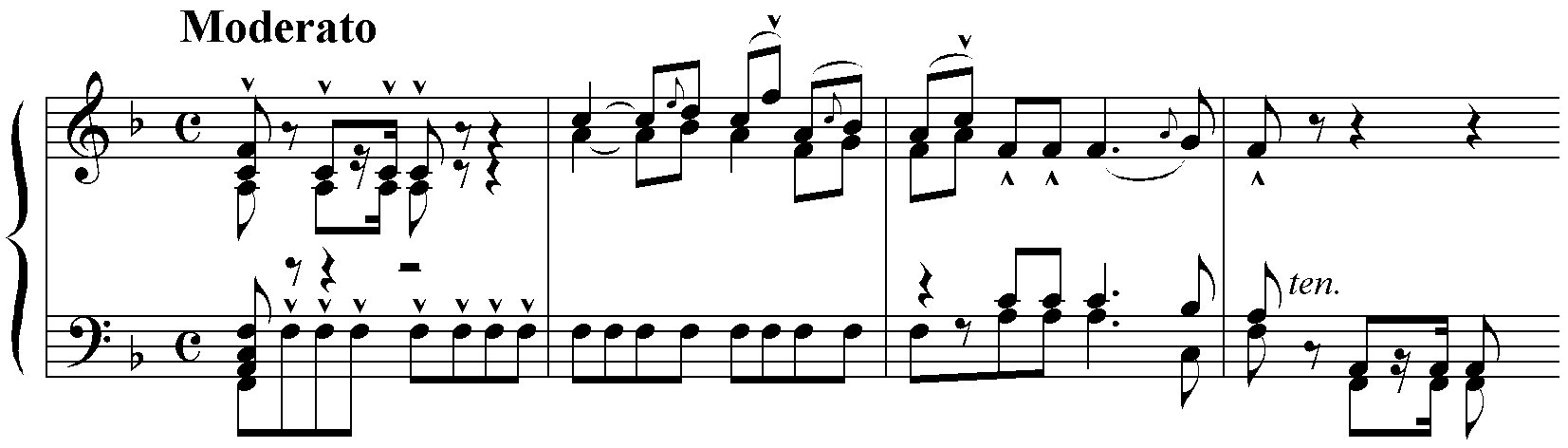
（帮助·信息）

### 琶音、辅助音、经过音
琶音是最简单的展开形式，它划定了展开所需的调性空间，但缺少进一步发展所需的旋律维度，所以说它“仍仅是一个和声现象”。三和弦本身的结构，自然而然决定了分解的和弦音之间是分离的，而需要连续的运动来填充其中的空间。申克区别了调性空间填充的两个种类：其一是辅助音（Nebennoten），以相邻的音装饰着三和弦的其中一个音；其二，经过音，在两个音之间以级进方式填充。辅助音和经过音都是不协和音，通过与其他音配合而达到协和（如上海顿例）；而一旦协和，便可以划定其他的调性空间来展开。只要一个和弦中包含多个声部，琶音、经过音就一定会出现从一个声部运动到另一个声部的情况。

### 线条进行
线条进行，是协和音程之间的级进填充。在图形分析中通常以连线连接进行首尾的两音。最初级的线条进行由其展开形成的调性空间所决定：从主音到三音，三音到五音，五音到八度音，可以上行或下行。申克写道：“调性空间只有1-3、3-5和5-8的。当中没有经过音进行，也没有旋律的存在。”换句话说，线条进行可以是三度进行（Terzzüge）或四度进行（Quartzüge），以及它们结合成的更大进行。当线条进行的支持和声不变，但其中一个音被替换时，进行可以不完整（阻碍）。下例贝多芬奏鸣曲Op. 109的开头中，低音线条从E3下行到E2。B1替代了♯F2本该出现的位置以形成终止式，但在B7和弦中不明显。另外，上方声部以声部交换的形式（E大三和弦下行琶音后，第3小节的E4-♯F4-♯G4与其下方的♯G2-(♯F2)-E2）呼应了低音线条。中音声部从♯G4到♯G3的下行，与低音线条形成平行十度；次中音声部交替支持高音声部和低音声部，如虚括线所示。统一这一段落的是低音声部，它对E大三和弦的展开最充分，是其他所有声部都依赖的“主导进行”。

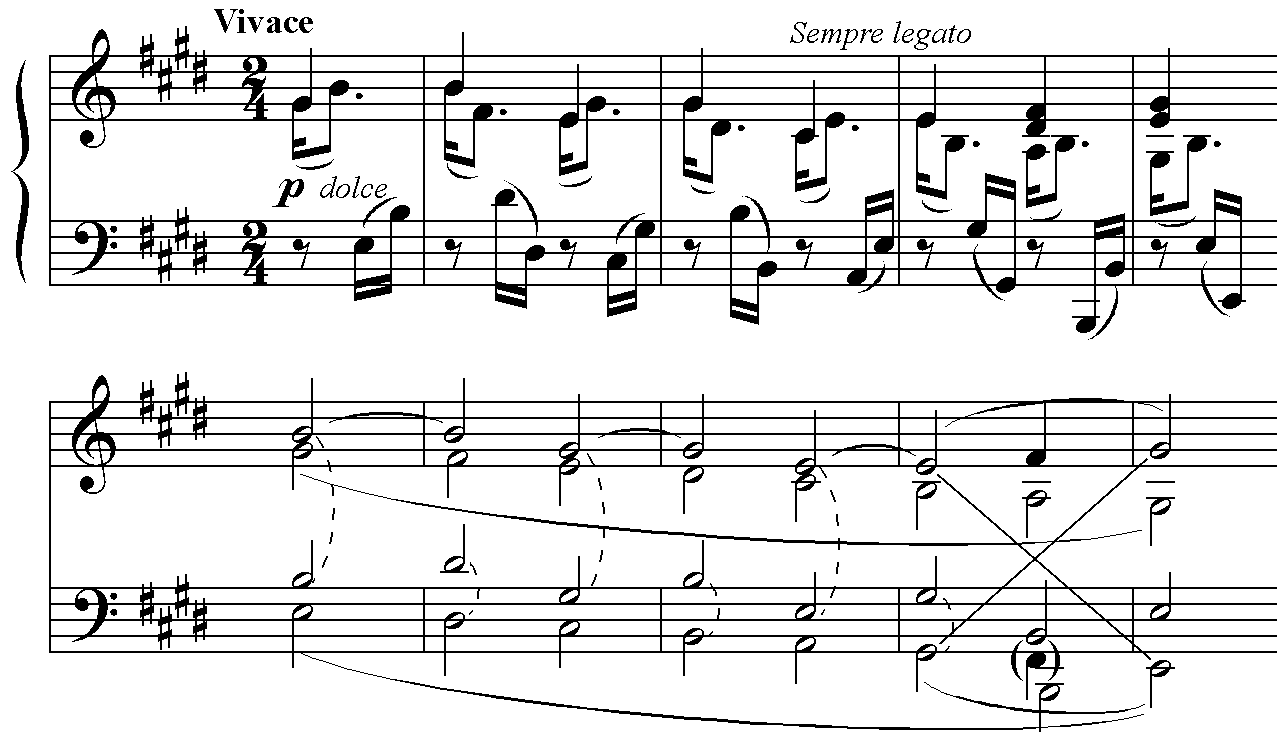
（帮助·信息）
或 （帮助·信息）

申克称七度的线条距离为“虚幻的”，他认为那代表了二度（音区转移后），无法填充调性空间，只是和弦间的经过。

### 跨声部线条、超越
填充和弦内音程的经过音，可以认为形成了该和弦各声部之间的线条。同时，如果和弦音本身参与了和弦进行的线条（且通常如此），那么低级线条会在高级线条之间展开。最有趣的要数线条从内声部连接到上声部的情况——这不仅有上行情况（通常描述为“内声部发出的线条”），当内声部被音区转移为上声部线条，即“超越”（Übergreifen，英译为superposition或overlapping）时，也会出现下行的情况。下面舒伯特《游子夜歌》例中，第一小节末尾的下行线条♭G-F-♭E-♭D可以认为是一个超越。

### 横展
横向展延，简称横展(Ausfaltung)，是一种修饰方式，指组成一个和弦或和弦进行的多个声部中，当上声部的音连接到内声部，再返回上声部（或反之）时，合并为一个线条。舒伯特《游子夜歌》Op. 4第三首的结尾，人声旋律的两个声部展延为I-V-I进行。下声部的♭B-♭A-♭G是主要线条，表达了♭G大调调性；上声部的♭D-♭C-♭B在伴奏的右手声部低八度重复。

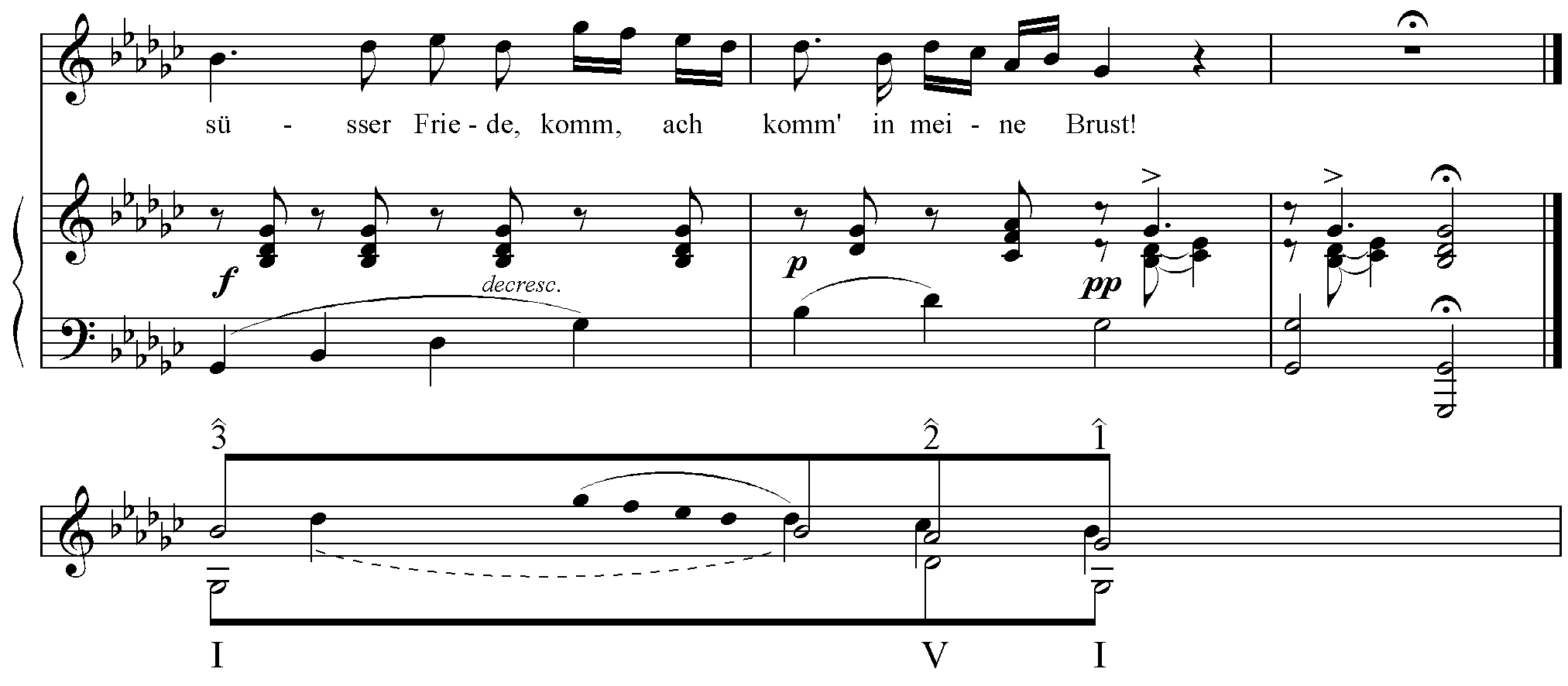
（帮助·信息）
或 （帮助·信息）

申克在他后来的（1930年以降）著作中，有时使用一个特殊的符号来表示横向展延——用一个翻转的符杠连接概念上同时出现在不同声部的音（甚至是同一个线条中先后出现的）。

### 音区转移、八度耦合
音区转移（register transfer）是指一个或几个声部向另一个八度（即音区）的运动。申克设想，一首作品正常情况下只在一个音区（“责任音区”，德文Obligate Lage，英文Obligaroty register）展开，但有时也会错位到更高或更低音区，分别称作“向上音区转移”（Höherlegung）和“向下音区转移”（Tieferlegung）。音区转移在钢琴作品（其他键盘作品亦然）中尤其突出，因为音区（双手距离）的对比十分有力，可以营造一种交响化的效果。八度耦合（coupling）是指音区转移的声部与原来的八度保持连接，这时作品似乎在两个音区平行展开。

### 声部交换
声部交换在对位法中是一个常用手法。申克将其看作是通过移动位置来对和弦修饰。两个声部交换音符，其中往往还有经过音。上例贝多芬Op. 109的末尾，低音和高音声部发生交换：♯G从低音声部转移到高音声部，而E从高音声部转移到低音声部，由交叉的直线标出。
请注意声部交换与声部交叉是两个截然不同的概念。声部交叉（又称声部交错）指下方声部高于上方声部的现象，作曲中大多情况下应尽量避免。而声部交换则是两个音级先在某两个声部中同时出现，而后又在这两个声部中以转位的形式出现，是一种申克意义上对和声功能延长的手法。这两个概念之间没有联系，但术语在字面上容易混淆，应注意区分。

## 基本结构的展开
基本结构的展开需要具体讨论，因为它决定了作品的曲式。

### 初始爬升、初始分解和弦
基本线条的起点“首音”（Kopfton）需要通过上行达到，或初始爬升线条（Anstieg）或初始分解和弦，这一过程可能比下行的基本线条还要长。这会形成一个拱形的旋律。申克决定基本线条只能下行时，已是1930年；而在他早期的分析中，初始爬升线条也是基本线条的一部分。

### 一级辅助音
申克强调，基本线条的首音需用“一级辅助音”来装饰。一级辅助音必须是上方的，因为“下方辅助音会行成一种阻断的效果”。第一级的辅助音是––或––，而支持的和声通常是IV级和弦或VI级和弦，表示处于作品的下属调域。

### 分解低音从I到V的表达
分解低音最典范的形式是I-V-I。其中处于–完满正格终止之下的第二个音程V-I，在背景层上不受修饰。而第一个音程I-V则通常修饰展开。主要有以下几种情况：

#### I–III–V
这是三和弦的完整琶音。一旦修饰展开之后（尤其在小调作品中），会成为三个调域，这时III级便是到关系大调的离调。这种情况经常出现在小调的奏鸣曲乐章中，主部主题群负责展开I级，副部主题群在III级的关系大调调域，而展开部会走向V级，最后于在线部中回到主调。

#### I-IV-V或I-II-V

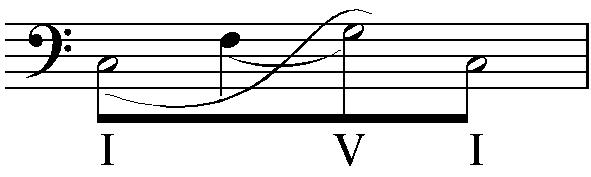
I-IV-V-I型的低音修饰 （帮助·信息）

申克在其理论中尽管一直没有详细讨论这种修饰，但它仍占据特殊地位。甚至可以说，基本结构中只要没有在背景中描述到II或IV，就是不完整的。申克用一个特殊的符号表示这种现象，见此例的绕行曲线，它穿过了IV（或II）和V之间的圆滑线。该IV（即此处的F音）记作四分音符，表示它比记作二分音符的I和V等级更低。这里申克理论和里曼的调性功能理论产生了意外巧合；也许这是申克不愿就此详述的原因。现代的申克分析中，IV级或II级和弦一般取名为“属前”（predominant）和弦，意即为属和弦作准备。这样的进行会写作“T-P-D-T”，即主-属前-属-主。

#### I–II–III–IV–V
属和弦可能以级进上行的方式联系到主和弦。通常这种进行中的某个和弦（II、III或IV）会异常突出，然后还原到上述已知的某种情况。

### 阻断
阻断（Unterbrechung，英译interruption）是在基本线条到达终点之前的最后一个经过音上被打断的一种修饰。结果，分解低音本身也在五度分割点（V）被阻断。基本线条和分解低音都需要回到起点，重复一次之后最终到达终点。阻断是形成曲式的主要修饰手法，经常用于二部曲式（第一部分结束在属和声）中。而若分割属和声（即V级上的2）的修饰足够充分，也可能产生三部曲式，尤其是奏鸣曲式。

### 混合（调式交替）
申克将主和弦调式的交替称为“混合”（Mischung），即将主大三和弦替换成小三和弦。对形成和弦修饰，可以在大调作品中形成一个小调段落，或反之。.

### 超越基本结构
一部作品基本结构的形式可以在任何层次上重现。“基本结构的每一种越级都有自足的结构效果，都有上下声部来界定一个单一的调性空间”。。这便是说，一部作品中的任何一个乐句都可以作为完整基本结构的一个载体。很多经典的主题（例如莫扎特K.331钢琴奏鸣曲的主题及一套变奏）就形成了这种类型的自足结构。局部的中景与背景结构相像，这是申克分析的魅力所在，它具有一种递归的自相似结构。

## 影响和批评

### 在二战前的欧洲
申克本人在1927年与学生Felix-Eberhard von Cube的通信中提到，他的观点影响范围在“不断扩大：有爱丁堡的John Petrie Dunn（包括纽约的George Wedge）、莱比锡的Reinhard Oppel、斯图加特的Herman Roth、维也纳的他本人和Hans Weisse、慕尼黑的Otto Vrieslander、⋯⋯杜伊斯堡的你（冯·库布），以及图林根维克斯多夫的August Halm”。冯·库布与申克的另一个学生Moritz Violin于1931年在汉堡建立了申克学会。基于申克的学说，Osward Jonas于1932年出版了《音乐作品的本质》（Das Wesen des musikalischen Kunstwerkes），Felix Salzer于1935年出版了《西方复调音乐的含义与本质》（Sinn und Wesen des Abendländischen Mehrstimmigkeits）。二人还共同创办并编辑了短命的申克理论期刊《三角》（Der Dreiklang）（维也纳，1937-1938年）。
由于二战的原因，欧洲的研究陷入暂停。申克的著作被纳粹封禁，有些被盖世太保收缴。而美国才是申克分析首次得以重大发展的地方。

### 在美国早期的接受情况
George Wedge早在1925年于纽约的音乐艺术学院教授了一些申克的思想。曾在维也纳师从Hans Weisse的Victor Vaughn Lytle写做了可能是最早讨论申克学说的英语文章《当前的作曲》（《美国管风琴家杂志》1931年），但没有明确归功于申克。最早从1912年起就跟随申克学习过的Weisse本人，在1931年移民美国，并在纽约曼尼斯音乐学院教授申克分析。他的一个学生Adele T. Katz在1935年为《亨利希·申克的分析方法》一书供稿，又在1945年为另一本重要的书《挑战音乐传统》供稿：她的分析对象不仅限于申克喜爱的J. S. 巴赫、C. P. E. 巴赫、海顿和贝多芬，还包括瓦格纳、德彪西、斯特拉文斯基和勋伯格。这无疑可以代表拓宽申克分析的语料库的最早尝试。
然而，评价也不总是正面的。罗杰·赛欣斯在《现代音乐》第12期（1935年5-6月号）发表题为《亨利希·申克的贡献》的讣文，肯定申克的成就，但批评了《自由作曲》出版前（他承认，当时尚未在美国发行）数年间的理论进展，称“当申克的教学远离了具体描述，而开始进入了教条的主观臆断，就是它走向贫瘠乏味之时。”对申克最激烈的攻来自保罗·亨利·朗针对Adele Katz的新书《挑战音乐传统》为《音乐季刊》32/2（1946年6月）撰写的“社论”，当中他反对了唐纳·托维同在1945年出版的《贝多芬》。他的攻击也指向了申克的追随者，可能主要是美国的追随者。他写道：
申克和他的弟子们的音乐理论和哲学，已经不是艺术。整体的概念——至少著作中表达出来的——是缺乏感情的。很少有人的灵魂像他们一样冰冷，唯一的温暖是他们的教条主义。只有能够纳入这个体系的音乐才能引起他们的兴趣⋯⋯。结果音乐只是成了饲料，喂养他们贪求无厌的理论头脑，而不是内心的想象力。在这个卓越的体系中，没有艺术，也没有诗意，只讨论演奏家手中音乐的原材料。申克和他的弟子们演奏音乐就像别人下象棋一样，从来不去猜想每个作品深层有什么幻想、什么感伤的漩涡。他们只能看见白纸黑字的线条，他们的思想是冰冷的、一板一眼的。而音乐是多彩的、温暖的，这才是具体艺术的价值。

### 二战后

#### 著作翻译
申克留下了约4000页打印稿，最初的翻译工作惊人地缓慢。现在几乎都有英译版，申克文档在线工程处理着100000多张手稿的编辑和翻译。其他语言的翻译进展缓慢。
- 1904 Ein Beitrag zur Ornamentik.

- 1976 Transl. by H. Siegel, Music Forum 4, pp. 1–139.
- 1979 Japanese translation by A. Noro and A. Tamemoto.

- 1906 Harmonielehre.

- 1954 Harmony, transl. by Elisabeth Mann Borgese, edited and annotated by Oswald Jonas ISBN 9780226737348.
- 1990 Spanish transl. by R. Barce.

- 1910 Kontrapunkt I.

- 1987 Counterpoint I, transl. by J. Rothgeb et J. Thym.

- 1912 Beethovens neunte Sinfonie, 1912

- 1992 Beethoven's Ninth Symphony: a Portrayal of its Musical Content, with Running Commentary on Performance and Literature as well, transl. by J. Rothgeb, 1992.
- 2010 Japanese transl. by H. Nishida and T. Numaguchi.

- 1913 Beethoven, Sonate E dur op. 109 (Erläuterungsausgabe).

- 2012 Japanese transl. by M. Yamada, H. Nishida and T. Numaguchi.

- 1914 Beethoven, Sonate As dur op. 110 (Erläuterungsausgabe).

- 2013 Japanese transl. by M. Yamada, H. Nishida and T. Numaguchi.

- 1921–1924 Der Tonwille (10 vols.)

- 2004–2005 Der Tonwille, transl. under the direction of William Drabkin.

- 1922 Kontrapunkt II.

- 1987 Counterpoint II, transl. by J. Rothgeb et J. Thym.

- 1922 "Haydn: Sonate Es-Dur", Der Tonwille III, pp. 3–21.

- 1988 Transl. by W. Petty, Theoria 3, pp. 105–160.

- 1923 "J. S. Bach: Zwölf kleine Präludien Nr. 2 [BWV 939]", Der Tonwille IV, 1923, p. 7.

- [2007] French transl. by N. Meeùs （页面存档备份，存于）.

- 1923 "J. S. Bach: Zwölf kleine Präludien Nr. 5 [BWV 926]", Der Tonwille V, pp. 8–9.

- [2006] French transl. by N. Meeùs （页面存档备份，存于）.

- 1924 "Mendelssohn: Venetianisches Gondellied, op. 30, Nr. 6", Der Tonwille X, pp. 25–29.

- [2011] French transl. by N. Meeùs （页面存档备份，存于）.

- 1924 "Schumann: Kinderszenen Nr. 1, Von fremden Ländern und Menschen", Der Tonwille X, pp. 34–35.

- [2011] French transl. by N. Meeùs （页面存档备份，存于）.

- 1924 "Schumann: Kinderszenen op. 15, Nr. 9, Träumerei", Der Tonwille X, pp. 36–39.

- [2011] French transl. by N. Meeùs （页面存档备份，存于）.

- 1925 Beethovens V. Sinfonie. Darstellung des musikalischen Inhaltes nach der Handschrift unter fortlaufender Berücksichtigung des Vortrages und der Literatur, Vienne, Tonwille Verlag et Universal Edition. Reprint 1970.

- 1971 Ludwig van Beethoven: Symphony N. 5 in C minor, partial transl. by E. Forbes and F. J. Adams jr., New York, Norton, 1971 (Norton Critical Score 9), pp. 164–182.
- 2000 Japanese transl. by T. Noguchi.

- 1925–1930 Das Meisterwerk in der Musik, 3 vols.

- 1998 transl. under the direction of William Drabkin.

- 1925 "Die Kunst der Improvisation", Das Meisterwerk in der Musik I, pp. 9–40.

- 1973 Transl. by S. Kalib, "Thirteen Essays from the Three Yearbooks Das Meisterwerk in der Musik: An Annotated Translation," PhD diss., Northwestern University.

- 1925 "Weg mit dem Phrasierungsbogen", Das Meisterwerk in der Musik I, pp. 41–60.

- 1973 Transl. by S. Kalib, "Thirteen Essays from the Three Yearbooks Das Meisterwerk in der Musik: An Annotated Translation," PhD diss., Northwestern University.

- 1925 "Joh. S. Bach: Sechs Sonaten für Violine. Sonata III, Largo", Das Meisterwerk in der Musik I, pp. 61–73.

- 1973 Transl. by S. Kalib, "Thirteen Essays from the Three Yearbooks Das Meisterwerk in der Musik: An Annotated Translation," PhD diss., Northwestern University.
- 1976 Transl. by J. Rothgeb, The Music Forum 4, p. 141-159.

- 1925 "Joh. S. Bach: Zwölf kleine Präludien, Nr. 6 [BWV 940]", Das Meisterwerk in der Musik I, pp. 99–105.

- [2010] French transl. by N. Meeùs.

- 1925 "Joh. S. Bach: Zwölf kleine Präludien, Nr. 12 [BWV 942]", Das Meisterwerk in der Musik I, 1925, pp. 115–123.

- [2006] French transl. by N. Meeùs （页面存档备份，存于）.

- 1925 "Domenico Scarlatti: Keyboard Sonata in D minor, [L.413]", Das Meisterwerk in der Music I, pp. 125–135.

- 1986 Transl. by J. Bent, Music Analysis 5/2-3, pp. 153–164.

- 1925 "Domenico Scarlatti: Keyboard Sonata in G major, [L.486]", Das Meisterwerk in der Music I, pp. 137–144.

- 1986 Transl. by J. Bent, Music Analysis 5/2-3, pp. 171–179.

- 1925 "Chopin: Etude Ges-Dur op. 10, Nr. 5", Das Meisterwerk in der Musik I, p. 161-173.

- 1973 Transl. by S. Kalib, "Thirteen Essays from the Three Yearbooks Das Meisterwerk in der Musik: An Annotated Translation," PhD diss., Northwestern University.

- 1925 "Erläuterungen", Das Meisterwerk in der Music I, pp. 201–205. (Also published in Der Tonwille 9 and 10 and in Das Meisterwerk in der Musik II.)

- 1973 Transl. by S. Kalib, "Thirteen Essays from the Three Yearbooks Das Meisterwerk in der Musik: An Annotated Translation," PhD diss., Northwestern University.
- 1986 Transl. by J. Bent, Music Analysis 5/2-3, pp. 187–191.
- [2011] French transl. by N. Meeùs （页面存档备份，存于）.

- 1926 "Fortsetzung der Urlinie-Betrachtungen", Das Meisterwerk in der Musik II, pp. 9–42.

- 1973 Transl. by S. Kalib, "Thirteen Essays from the Three Yearbooks Das Meisterwerk in der Musik: An Annotated Translation," PhD diss., Northwestern University.

- 1926 "Vom Organischen der Sonatenform", Das Meisterwerk in der Musik II, pp. 43–54.

- 1968 Transl. by O. Grossman, Journal of Music Theory 12, pp. 164–183, reproduced in Readings in Schenker Analysis and Other Approaches, M. Yeston ed., New Haven, 1977, pp. 38–53.
- 1973 Transl. by S. Kalib, "Thirteen Essays from the Three Yearbooks Das Meisterwerk in der Musik: An Annotated Translation," PhD diss., Northwestern University.

- 1926 "Das Organische der Fuge, aufgezeigt an der I. C-Moll-Fuge aus dem Wohltemperierten Klavier von Joh. Seb. Bach", Das Meisterwerk in der Musik II, p. 55-95

- 1973 Transl. by S. Kalib, "Thirteen Essays from the Three Yearbooks Das Meisterwerk in der Musik: An Annotated Translation," PhD diss., Northwestern University.

- 1926 "Joh. Seb. Bach: Suite III C-Dur für Violoncello-Solo, Sarabande", Das Meisterwerk in der Musik II, 1926, pp. 97–104.

- 1970 Transl. by H. Siegel, The Music Forum 2, pp. 274–282.

- "Mozart: Sinfonie G-Moll", Das Meisterwerk in der Musik II, pp. 105–157.

- 1973 Transl. by S. Kalib, "Thirteen Essays from the Three Yearbooks Das Meisterwerk in der Musik: An Annotated Translation," PhD diss., Northwestern University.

- "Haydn: Die Schöpfung. Die Vorstellung des Chaos", Das Meisterwerk in der Musik II, pp. 159–170.

- 1973 Transl. by S. Kalib, "Thirteen Essays from the Three Yearbooks Das Meisterwerk in der Musik: An Annotated Translation," PhD diss., Northwestern University.

- "Ein Gegenbeispiel: Max Reger, op. 81. Variationen unf Fuge über ein Thema von Joh. Seb. Bach für Klavier", Das Meisterwerk in der Musik II, pp. 171–192.

- 1973 Transl. by S. Kalib, "Thirteen Essays from the Three Yearbooks Das Meisterwerk in der Musik: An Annotated Translation," PhD diss., Northwestern University.

- 1930 "Rameau oder Beethoven? Erstarrung oder geistiges Leben in der Musik?", Das Meisterwerk in der Musik III, pp. 9–24.

- 1973 Transl. by S. Kalib, "Thirteen Essays from the Three Yearbooks Das Meisterwerk in der Musik: An Annotated Translation," PhD diss., Northwestern University.

- 1932 Fünf Urlinie-Tafeln.

- 1933 Five Analyses in Sketch Form, New York, D. Mannes Music School.
- 1969 New version with a glossary by F. Salzer: Five Graphic Music Analyses, New York, Dover.

- 1935/1956 Der freie Satz. Translations of the 2d edition, 1956.

- 1979 Free Composition, transl. by E. Oster, 1979.
- 1993 L'Écriture libre, French transl. by N. Meeùs, Liège-Bruxelles, Mardaga.
- 1997 Chinese translation by Chen Shi-Ben, Beijing, People's Music Publications.
- 2004 Russian transl. by B. Plotnikov, Krasnoyarsk Academy of Music and Theatre.

#### 教科书
- Oswald Jonas, Das Wesen des musikalischen Kunstwerks, Wien, Universal, 1934; revised edition, Einführung in die Lehre Heinrich Schenkers. Das Wesen des musikalischen Kunstwerkes, Wien, Universal, 1972. English translation of the revised edition, Introduction to the Theory of Heinrich Schenker: The Nature of the Musical Work of Art, transl. J. Rothgeb, New York and London, Longman, 1982.
- Felix Salzer, Structural Hearing: Tonal Coherence in Music, New York, Charles Boni, 1952.
- Allen Forte and Steven E. Gilbert, Introduction to Schenkerian Analysis, 1982.
- Allen Cadwallader and David Gagné, Analysis of Tonal Music. A Schenkerian Approach, New York, Oxford University Press, 3d edition, 2011 (1st edition, 1998).
- Edward Aldwell and Carl Schachter, Harmony and Voice Leading, Boston, Schirmer, Cengage Learning, 4th edition (with Allen Cadwallader), 2011 (1st edition, 2003).
- Tom Pankhurst, Schenkerguide. A Brief Handbook and Website for Schenkerian Analysis, New York and London, Routledge, 2008 Schenkerguide website （页面存档备份，存于）.
- William Renwick and David Walker, Schenkerian Analysis Glossary （页面存档备份，存于）.
- Larry J. Solomon, A Schenkerian Primer （页面存档备份，存于）.
- Nicolas Meeùs, Análise schenkeriana （页面存档备份，存于）, Portuguese (Brasil) translation from the French by L. Beduschi, 2008.
- Luciane Beduschi and Nicolas Meeùs, Analyse schenkérienne （页面存档备份，存于） (in French), 2013; several earlier versions archived on the same page. Albanian translation by Sokol Shupo, available on the same webpage.

## 延伸阅读
- Beach, David, ed. (1983). Aspects of Schenkerian Theory. New Haven: Yale University Press. ISBN 9780300028003
- Berry, David Carson (2004). A Topical Guide to Schenkerian Literature: An Annotated Bibliography with Indices. Hillsdale, NY: Pendragon Press; ISBN 9781576470954. A thorough documentation of Schenker-related research and analysis. The largest Schenkerian reference work ever published, it has 3600 entries (2200 principal, 1400 secondary) representing the work of 1475 authors. It is organized topically: fifteen broad groupings encompass seventy topical headings, many of which are divided and subdivided again, resulting in a total of 271 headings under which entries are collected.
- Eybl, Martin and Fink-Mennel, Evelyn, eds. (2006). Schenkerian traditions. A Viennese school of music theory and its international dissemination. Vienna, Cologne, Weimar: Böhlau. ISBN 3-205-77494-9.
- Jonas, Oswald (1982). Introduction to the theory of Heinrich Schenker: the nature of the musical work of art. ISBN 9780967809939, translated by John Rothgeb. New York and London: Longman. "Most complete discussion of Schenker's theories." (Beach 1983)
- Blasius, Leslie D. (1996). Schenker's Argument and the Claims of Music Theory, Cambridge, Cambridge University Press. ISBN 0-521-55085-8.
- Brown, Matthew (2005). Explaining Tonality: Schenkerian Theory and Beyond. University of Rochester Press. ISBN 1-58046-160-3.
- Cook, Nicholas (2007). The Schenker Project: Culture, Race, and Music Theory in Fin-de-siècle Vienna. Oxford University Press. ISBN 0-19-974429-7.

Essays on the dissemination of Schenkerian thought in the U.S. by David Carson Berry:
- . Current Musicology. 2002, 74: 103–51.
- Berry, David Carson. . Journal of Musicology. 2003, 20 (1): 104–56. doi:10.1525/jm.2003.20.1.104.
- . Journal of Schenkerian Studies. 2005, 1: 92–117.
- . Zeitschrift der Gesellschaft für Musiktheorie. 2005, 2 (2–3): 101–37  [2017-02-09]. （原始内容存档于2011-09-30）.
- Eybl, Martin; Fink-Mennel, Evelyn (编). .  [Schenker Traditions: A Viennese School of Music Theory and Its International Dissemination]. Vienna: Böhlau Verlag. 2006: 91–103. ISBN 978-3-205-77494-5.

### 总结
- Forte, A. T. . The Musical Quarterly. 1935, 21 (3): 311–329. JSTOR 739052. doi:10.1093/mq/XXI.3.311.
- Katz, Adele T. (1945). Challenge to Musical Tradition. A New Concept of Tonality, New York, Alfred A. Knopf. ISBN 9781174860447 (2011 reprint)
- Travis, A. . Journal of Music Theory. 1959, 3 (1): 1–30. JSTOR 842996. doi:10.2307/842996.

### 教学著作
- Forte, Allen and Gilbert, Steven E. (1982). Introduction to Schenkerian Analysis. W. W. Norton & Company. ISBN 0-393-95192-8. Schenker never presented a pedagogical presentation of his theories, this being the first according to its authors.
- Snarrenberg, Robert (1997). "Schenker's Interpretive Practice." Cambridge: Cambridge University Press. ISBN 0-521-49726-4.
- Cadwallader, Allen and Gagné, David (1998). Analysis of Tonal Music: A Schenkerian Approach, Oxford: Oxford University Press, ISBN 0-19-510232-0. The second major English-language textbook on Schenkerian analysis"
- Kalib, Sylvan (1973). Thirteen Essays from The Three Yearbooks “Das Meisterwerk in Der Musik,” by Heinrich Schenker: An Annotated Translation. (Vol.’s I–III). Ph.D. diss., Northwestern University.
- Westergaard, Peter (1975). An Introduction to Tonal Theory. New York: W.W. Norton. ISBN 9780393093421
- Aldwell, Edward, and Schachter, Carl (2003). Harmony and Voice Leading. Schirmer. 2d ed. 2008; 3d ed. (with Allen Cadwallader), 2011. ISBN 0-495-18975-8.
- Pankhurst, Tom (2008), SchenkerGUIDE: A Brief Handbook and Web Site for Schenkerian Analysis, New York: Routledge. ISBN 0-415-97398-8 – an introduction for those completely new to the subject.

### 拓展应用
- Salzer, Felix (1952). Structural Hearing: Tonal Coherence in Music. New York: Charles Boni. "The first book to present a reorganization (as well as modification and expansion) of Schenker's writings from a pedagogical standpoint." Beach (1983)
- Westergaard, Peter (1975). An Introduction to Tonal Theory. New York: W.W. Norton.
- Yeston, Maury, ed. (1977). Readings in Schenker Analysis and Other Approaches. New Haven: Yale University Press.
- Beach, David, ed. (1983). Aspects of Schenkerian Theory. New Haven: Yale University Press.
- Epstein, David (1979). Beyond Orpheus – Studies in Musical Structure. Cambridge, MA: The MIT Press.

#### 向‘后调性’拓展
- Travis, R. . Journal of Music Theory. 1959, 3 (2): 257–284. JSTOR 842853. doi:10.2307/842853.
- Travis, R. . Perspectives of New Music. 1966, 4 (2): 85–89. JSTOR 832217. doi:10.2307/832217.

#### 节奏方面拓展
- Komar, Arthur (1971/1980). Theory of Suspensions: A Study of Metrical Pitch Relations in Tonal Music. Princeton: Princeton University Press/Austin, Texas: Peer Publications. (Beach 1983)
- Yeston, Maury (1976). The Stratification of Musical Rhythm. New Haven: Yale University Press. (Beach 1983)

### 批评
- Narmour, Eugene (1977). Beyond Schenkerism: The Need for Alternatives in Music Analysis. Chicago: The University of Chicago Press.